# Mônica Rossi
Mônica Pinho Rossi (Rio de Janeiro, 23 de outubro de 1963) é uma atriz, narradora, dubladora e diretora de dublagem brasileira. É conhecida por dar vida à personagem Priscila da TV Colosso, da Rede Globo (de 1993 a 1997), e da Cuca do Sítio do Picapau Amarelo de 2001 a 2006. Além disso, dubla personagens notoriamente conhecidos como Meredith Grey da série Grey's Anatomy, Diana em Caverna do Dragão, Lois Lane de Liga da Justiça, Rose em Titanic, Rainha Ramonda no Universo Cinematográfico Marvel.
Depois de atuar como dançarina no programa Carlos Imperial e posar para revista Playboy, Monica começou sua carreira de dubladora em 1982, quando fez um teste na Herbert Richers, onde também realizou seu curso de dublagem. Casada na época com o dublador Mário Jorge de Andrade ela já frequentava o meio da dublagem, o que facilitou a descoberta do seu talento.
Ambos foram casados por 27 anos e juntos tiveram uma filha, a também dubladora Carol Kapfer. Mesmo separados, os dois continuam muito amigos. Mônica é a dona e fundadora do estúdio de dublagem MG Estúdios.
Já dublou várias atrizes de Hollywood, tais como Demi Moore, Cameron Diaz, Michelle Pfeiffer, Kim Basinger, Sharon Stone, Kate Winslet e Madonna.
Foi indicada três vezes ao Prêmio Yamato: Em 2003 à Melhor Direção de Dublagem por Tenchi Muyo!; em 2010 à Melhor Dubladora de Coadjuvante por Júpiter, em Watchmen; e em 2011 à Melhor Dubladora de Protagonista por Dra. Meredith Grey, em Grey's Anatomy.

## Trabalhos
- Demi Moore em Ghost - Do Outro Lado da Vida, Até o Limite da Honra, Striptease, Assédio Sexual, Proposta Indecente, Questão de Honra, A Mulher do Açougueiro, Nada Além de Problemas, A Sétima Profecia, Pensamentos Mortais, Protegida por um Anjo, Um Caso Muito Sério, As Panteras - Detonando, Sobre Ontem à Noite...

- Cameron Diaz em As Panteras, O Amor Não Tira Férias, Quem Vai Ficar Com Mary?, O Máskara (TV), Gangues de Nova York, Tudo Para Ficar com Ele, Um Domingo Qualquer, Paixão Bandida, O Último Jantar, Em Seu Lugar, Encontro Explosivo, Coisas Que Você Pode Dizer Só de Olhar para Ela, O Que Esperar Quando Você Está Esperando.

- Kim Basinger em Sentinela, África dos meus Sonhos, Filha da Luz, Los Angeles - Cidade Proibida, Batman (TV), O Grande Assalto, Desejos, Minha Noiva é uma Extraterrestre, 007 - Nunca Mais Outra Vez (Globo e SBT), Uma Loira em Minha Vida, Quanto Mais Idiota Melhor 2, Sem Perdão.

- Sharon Stone em O Especialista (2ª Dublagem), Diabolique, A Última Chance, O Vingador do Futuro (DVD); Intersection - Uma Escolha, Uma Renúncia; Garganta do Diabo, Instinto Selvagem 2, Loucademia de Polícia 4 - Cidadãos em Patrulha, Cassino (Globo), Sempre Amigos (Versão carioca), Rápida e Mortal; Glória, a Mulher.

- Daryl Hannah em Splash - Uma Sereia Em Minha Vida, Blade Runner - O Caçador de Andróides, O Retorno da Família Addams (TV), Dois Velhos Rabugentos, Dois Velhos Mais Rabugentos, Flores de Aço, Memórias de Um Homem Invisível, Todo Seu Amor, Ataque dos Tubarões, Roxanne, Competindo com os Steins.

- Madonna em Destino Insólito, Procura-se Susan Desesperadamente, Quem é Essa Garota?, Dick Tracy, Grande Hotel, Neblina e Sombras, 007 - Um Novo Dia Para Morrer, Garota 6, Sobrou pra Você, Doce Inocência.

- Michelle Pfeiffer em Batman - O Retorno (VHS/ DVD), Deixe-Me Viver (TV), A Historia de Nós Dois, Revelação, Um Dia Especial, Sonho de uma Noite de Verão, Stardust - O Mistério da Estrela, Frankie & Johnny, Noite de Ano Novo, Sombras da Noite.

- Kirstie Alley em Olha Quem Está Falando, Olha Quem Esta Falando Também, Runaway - Fora de Controle, Olha Quem Está Falando Agora, A Casa Maluca, A Cidade dos Amaldiçoados, Atirando para Matar, Fada por Acaso, Loverboy - Garoto de Programa.

- Julia Roberts em O Casamento do Meu Melhor Amigo, O Dossiê Pelicano, Lado a Lado, Todos Dizem Eu Te Amo (TV), Duplicidade; Três Mulheres, Três Amores; Idas e Vindas do Amor; Comer, Rezar, Amar.

- Bridget Fonda em O Poderoso Chefão III, O Beijo do Dragão, Dr. Hollywood - Uma Receita de Amor, Atraídos pelo Destino, Monkeybone - No Limite da Imaginação, A Assassina, Vida de Solteiro.

- Geena Davis em O Pequeno Stuart Little, Não Tenho Troco, Os Fantasmas Se Divertem, A Ilha da Garganta Cortada, Thelma & Louise, O Turista Acidental, A Mosca.

- Linda Hamilton em O Exterminador do Futuro, O Exterminador do Futuro II (Dublagem original e Redublagem), Destino em Dose Dupla, O Inferno de Dante, Conspiração, Descobrindo o Passado.

- Angela Bassett em Os Donos da Rua, Música do Coração, Tina, Um Vampiro no Brooklyn, Estranhos Prazeres (Globo), Notorious B.I.G. - Nenhum Sonho é Grande Demais, Pantera Negra, Vingadores Ultimato, Pantera Negra Wakanda Para Sempre.

- Mariel Hemingway em O Resgate de Lauren Mahone, Superman IV - Em Busca da Paz (Globo), Forca Aérea 2, Assassinato em Hollywood, Corra que a Polícia Vem Aí 33 1/3 - O Insulto Final.

- Queen Latifah em A Casa Caiu, Um Salão do Barulho, As Férias da Minha Vida, O Dilema; Loucas por Amor, Viciadas em Dinheiro (TV).

- Rebecca De Mornay em A Mão que Balança o Berço, Na Trilha da Fama (TV Paga), Identidade, Cortina de Fogo, Negócio Arriscado.

- Carla Gugino em Watchmen - O Filme, A Montanha Enfeiticada, Sin City - A Cidade do Pecado (Recut), As Duas Faces da Lei (TV).

- Carrie Fisher em Star Wars: Episódio V - O Império Contra-Ataca (Dublagem Original), Star Wars: Episódio VI - O Retorno de Jedi (Dublagem Original), Harry & Sally - Feitos um para o Outro, O Homem do Sapato Vermelho.

- Catherine O'Hara em Desventuras em Série, Esqueceram de Mim, Esqueceram de Mim 2, Onde Vivem os Monstros.

- Toni Collette em O Sexto Sentido, Connie e Carla - As Rainhas da Noite (DVD), As Horas (versão carioca), A Hora do Espanto (2011).

- Courteney Cox em Pânico 2, Pânico 3, Um Faz de Conta que Acontece.

- Elizabeth Reaser em Crepúsculo (Globo), A Saga Crepúsculo: Amanhecer - Parte 1, A Saga Crepúsculo: Amanhecer - Parte 2.

- Laura Linney em O Show de Truman - O Show da Vida, O Diário de uma Babá, A Última Profecia (TV Paga).

- Linda Fiorentino em Depois de Horas, MIB - Homens de Preto, Dogma.

- Whitney Houston em O Guarda-Costas, Um Anjo em Minha Vida, A Cinderella.

- Ashley Judd em Risco Duplo (TV), De-Lovely - Vida e Amores de Cole Porter.

- Famke Janssen em Refém do Silêncio, 007 Contra Goldeneye.

- Fran Drescher em Um Conto Quase de Fadas, Jack.

- Jennifer Lopez em Sangue e Vinho, O Casamento dos Meus Sonhos.

- Jessica Lange em King Kong (1976 - 2a. versão), O Destino de uma Vida.

- Kate Beckinsale em Van Helsing - O Caçador de Monstros, Estão Todos Bem.

- Natasha Kinski em Por Uma Noite Apenas; Um Dia, Dois Pais.

- Robin Wright em Forrest Gump - O Contador de Histórias (TV), Corpo Fechado.

- Vanessa Williams em Queima de Arquivo (Globo), Um Grito por Justiça.

- Andie MacDowell em Greystoke - A Lenda de Tarzan.

- Catherine Zeta-Jones em Armadilha.

- Cathy Moriarthy em Gasparzinho - O Fantasminha Camarada (Globo).

- Connie Nielsen em Missão: Marte.

- Cyd Charisse em A Bela do Basfond.

- Dee Wallace em E.T. - O Extraterrestre (DVD).

- Elizabeth Taylor em Nossa Vida com Papai.

- Jamie Lee Curtis em Uma Família Quase Perfeita (TV).

- Jane Fonda em A Manhã Seguinte.

- Jean Smart em Duas Vidas.

- Jennifer Coolidge em American Pie - A Primeira Vez é Inesquecível (TV).

- Jessica Steen em Armageddon.

- Joanne Dru em Rio Vermelho.

- Jodie Foster em Anna e o Rei.

- Julie Andrews em Positivamente Millie.

- Mary McCormack em Impacto Profundo.

- Mary McDonell em Independence Day.

- Olivia de Havilland em A Carga da Brigada Ligeira.

- Regina King em Ray.

- Shirley MacLaine em Se Meu Apartamento Falasse.

- Sigourney Weaver em Você de Novo.

- Whitney Houston em O Guarda-Costas.

## Seriados
- Moira Queen (Susanna Thompson) em Arrow.

- Julia Louis-Dreyfus em As Novas Aventuras de Christine, Veep.

- Teri Hatcher em Lois & Clark - As Novas Aventuras do Superman, Desperate Housewives.

- Amanda Pays (Christina Tina McGee) em The Flash.

- Calista Flockheart (Ally McBeal) em Ally McBeal.

- Christine Baranski (Beverly Hofstadter) em Big Bang: A Teoria.

- Edie Falco (Carmela Soprano - 2a. voz) em Família Soprano.

- Ellen Pompeo (Meredith Grey) em Grey's Anatomy.

- Elizabeth Berkley (Julia Winston) em CSI: Miami.

- Erica Gimpel (Alicia Fennel) em Veronica Mars.

- L. Scott Caldwell (Rose Nadler - 3a. voz) em Lost.

- Lara Flynn Boyle (Donna Hayward) em Twin Peaks.

- Linda Hamilton (Catherine Chandler - 1a. voz) em A Bela e a Fera.

- Mia Sara (Dra. Harleen Quinzel/ Arlequina) em Mulher-Gato.

- Molly Cheek (Nancy Henderson) em Harry, um Hóspede do Barulho.

- Sharon Stone (Dauri Rathbun) em Huff.

- Sonya Walger (Jane Parsons) em CSI: NY.

- Toni Collette (Tara Gregson) em O Mundo de Tara.

- Torri Higginson (Dra. Elizabeth Weir) em Stargate Atlantis.

- Wanda De Jesus (Katrina Epstein) em Os Vigaristas.

## Desenhos, Filmes e Animes
- Chloe em Pets - A Vida Secreta dos Bichos, Pets - A Vida Secreta dos Bichos 2

- Lois Lane em Liga da Justiça, Liga da Justiça Sem Limites, O Batman, A Morte do Superman, Superman - Brainiac Ataca, Grandes Astros - Superman, Superman Contra a Elite.

- Super-Mulher em Liga da Justiça - Crise em Duas Terras

- Daphne em Os 13 Fantasmas de Scooby-Doo, O Pequeno Scooby-Doo (1a. voz).

- Esmeralda em O Corcunda de Notre Dame, O Corcunda de Notre Dame II.

- Scarlett em Comandos em Ação, Comandos em Ação - Especial.

- Agente L em MIB - Homens de Preto.

- Anastasia em Anastasia.

- Capitã Chantel DuBois em Madagascar 3: Os Procurados.

- Emma Glamour em DuckTales: Os Caçadores de Aventuras (2017)

- Calisto (2a. voz) em X-Men Evolution.

- Cozinheira em A Nova Escola do Imperador.

- Dallas Grimes em Beavis & Butt-Head Detonam a América.

- Diana em Caverna do Dragão.

- Eunice em Hotel Transilvânia, Hotel Transilvânia 2, Hotel Transilvânia 3: Férias Monstruosas

- Jill em Gato de Botas.

- Mallory McMallard em Os Super Patos.

- Mattori em Yu Yu Hakushô.

- Plio em Dinossauro.

- Zeta em Angry Birds 2: O Filme.

- Mel Jones / Sra. Jones (mãe da Coraline) / Outra Mãe (Bela Dama / Beldam) em Coraline (filme) e o Mundo Secreto.

- Rodonita em Steven Universo.

- Sra. Bigby em Mickey: Aventuras sobre Rodas.

- Arquidruidesa em (Des)encanto.

- Dagmar em (Des)encanto.

- Rainha Tuduki Eukiser'Ser em Uma Aventura LEGO 2.

- Plio em Dinossauro (2000)

## Outras Produções
- Priscila na TV Colosso.

- Cuca no Sitio do Pica-Pau Amarelo

- Sejuani em League of Legends.

- Stela (personagem da radionovela Herança de Ódio) em Etâ Mundo Bom.
- Rogue Amendiares, em Cyberpunk 2077

## Informações
- Começou a dublar em 1982, na Herbert Richers.

- Já foi casada com o dublador Mário Jorge Andrade.

- É mãe da também dubladora Carol Kapfer.

- Costuma realizar trabalhos para a Rede Globo.

## Vídeos
- Mônica Rossi dubla Teri Hatcher (Lois Lane) em Lois & Clark - As Novas Aventuras do Superman: